# Râul Fântâna Tulbure
Râul Fântâna Tulbure este un curs de apă, afluent al râului Muereasca. 